# Karem Jaber
Karem Jaber (hebräisch כראם גאבר; * 31. Oktober 2000 in Dschaldschulija) ist ein israelischer Fußballspieler.

## Karriere

### Verein
Im November 2019 rückte Jaber von der U19 von Maccabi Netanja in die erste Mannschaft auf. In der Liga debütierte er am 3. November 2019 bei einer 0:2-Niederkage gegen Hapoel Be’er Scheva, als er in der 80. Minute für Viki Kahlon eingewechselt wurde.

### Nationalmannschaft
Mit der israelischen U19 kam Jaber von Januar bis März 2019 in Freundschaftsspielen und einem Qualifikationsspiel zum Einsatz.
Seit September 2021 wird er in der israelischen U21 eingesetzt und stand dort im Kader für die Europameisterschaft 2023, bei der er in jeder Partie seiner Mannschaft auf dem Platz stand.  Am Ende verlor er mit seinen Mitspielern das Halbfinale gegen England mit 0:3.